# Eucereon mathani
Eucereon mathani là một loài bướm đêm thuộc phân họ Arctiinae, họ Erebidae.